# 澳大利亚—日本海底光缆
澳大利亚－日本海底光缆（Australia-Japan Cable)，简称澳日光缆，英文简写AJC。是将澳大利亚和日本，经由关岛连接起来的海底通信光缆系统，其2001年投入使用。它的最初设计通讯容量为640 Gbit/s，但落成初期仅有80 Gbit/s有效承载容量。2008年4月份，进行了一次带宽升级，使得有效承载量达到240 Gbit/s。设计容量也同时升至1 Tbit/s（1000 Gbit/s）。后期将会有更多带宽升级工程，以满足通讯需求。
澳日光缆通讯网络采用的是收缩环线设计，使其在澳洲、关岛、日本有多个登陆点。其采用了多重路线，使光缆的深度不超过4000米。这种多重路线方式省去了深水光缆的防护罩，拥有比较高的可靠性，因其采用多条路线和陆地中继站，可减轻设备损坏引起的后果。
澳日光缆拥有以下的访问界面种类：同步数字体系（STM1、STM4、STM16、STM64标准）、2.5G、直接波长访问、千兆以太网、万兆以太网络。其同时配备了多种安全措施，包括SDH自愈环以及1:n波长冗余。
澳日光缆在以下地区接触陆地：
1. 日本志摩市
2. 日本Maruyama
3. 关岛Tanguisson
4. 关岛Tumon Bay
5. 澳大利亚悉尼Oxford Falls
6. 澳大利亚悉尼Paddington